# Geelpoot-smalboktor
De geelpoot-smalboktor (Alosterna tabacicolor) is een keversoort uit de familie boktorren (Cerambycidae). De wetenschappelijke naam van de soort is voor het eerst geldig gepubliceerd in 1775 door De Geer.